# ヘイスティングズ (競走馬)
ヘイスティングズ (Hastings) はアメリカ合衆国の競走馬、および種牡馬。1896年のベルモントステークス優勝馬で、種牡馬となったあとに2度の北アメリカリーディングサイアーの座に輝いた。アメリカ殿堂馬フェアプレイの父、同じく殿堂馬マンノウォーの祖父にあたる馬でもある。

## 経歴
父はベルモントステークス優勝馬のスペンドスリフト、母はトマホーク産駒のシンデレラである。半弟にケンタッキーダービー馬のプローディト（父ヒムヤー）がいる。
ヘイスティングズはイヤリングセールで売りに出され、デイビッド・ギデオンらに2800ドルで購入された。そしてニューヨークで2歳から競走を開始、いくつかの競走で勝ったあとにセリに出され、オーガスト・ベルモント2世に37000ドルで購入された。以後ベルモントのもとで、サラトガ競馬場を拠点に競走を続けていくことになるのだが、サラトガに輸送されたあとに病を患い、売却後初戦のフューチュリティステークスは5着と期待通りにはいかなかった。
しかし3歳時の大一番になって、ヘイスティングズは真価を発揮した。ウィザーズステークスではハンドスプリングにアタマ差で2着に敗れたが、最大目標のベルモントステークスでは同馬を逆にアタマ差抑えて優勝、父子でのベルモントステークス制覇を達成した。この年はこのほかにも、トボガンハンデキャップで古馬を相手に勝利している。
4歳時は最高で140ポンドもの過酷な斤量に加え、同期のケンタッキーダービー馬ベンブラッシュという強敵の存在もあって2着に終わることが多かったが、それでも12戦して4勝（同着1回を含む）の成績を残した。

## 引退後
ヘイスティングズは有名なものが二つあり、ひとつはその競走能力、もうひとつは気性の荒さであった。この気性難は種牡馬としてやっていくうえでもたびたび問題を起こす要因となり、関係者らは大きな棒を使ってヘイスティングズの体を運ぶことで何とかコントロールすることに成功した。そんな状態ながらも、ヘイスティングズは種牡馬として成功を収め、1902年と1908年には北アメリカリーディングサイアーにも輝いた。
1905年生のフェアプレイ (Fair Play) は、ヘイスティングズの産駒のなかでももっとも大きな活躍を見せた馬である。フェアプレイは3歳時にローレンスリアライゼーションステークスで優勝、ウィザーズステークス・ベルモントステークスで2着に入る活躍を見せ、シーズン前半期に活躍したコリンを押しのけてヘイスティングズをリーディングサイアーの座に輝かせた。そして種牡馬入りしたあとにはマンノウォーをはじめとした活躍馬を輩出、後世には殿堂馬の一頭として加えられている。
また、1899年生のマスターマン (Masterman) は1902年のベルモントステークスで優勝し、同競走の3代制覇という快挙を成し遂げた。このほかでは、メトロポリタンハンデキャップ勝ち馬のガンファイア (Gunfire) 、デラウェアハンデキャップ勝ち馬のフィールドマウス (Field Mouse) などのステークス勝ち馬がいる。
1917年6月17日、体の各部が麻痺して動けなくなってしまったため、安楽死の処置がとられた。24歳であった。

## 評価

### 主な勝鞍
1895年（2歳）
サーフステークス
1896年（3歳）
トボガンハンデキャップ、ベルモントステークス、カーニーステークス
2着 - タイダルステークス、ウィザーズステークス
1897年（4歳）
カーニーハンデキャップ、ウェストチェスターハイウェイトハンデキャップ
2着 - ファーストスペシャルスウィープステークス、オーシャンカップ、オムニウムハンデキャップ、キャルヴァーカップ

### 種牡馬成績
- 1902年・1908年 - 北アメリカリーディングサイアー

## 血統表
| ヘイスティングズの血統（マッチェム系 / West Australian 3x5=15.63%、 Glencoe 4x5=9.38%、 Lollypop 母内5x5=6.25%） | ヘイスティングズの血統（マッチェム系 / West Australian 3x5=15.63%、 Glencoe 4x5=9.38%、 Lollypop 母内5x5=6.25%） | ヘイスティングズの血統（マッチェム系 / West Australian 3x5=15.63%、 Glencoe 4x5=9.38%、 Lollypop 母内5x5=6.25%） | （血統表の出典）        | （血統表の出典） |
| 父 Spendthrift 1876 栗毛 アメリカ                                                                                | 父の父Australian 1858 栗毛 イギリス                                                                              | West Australian                                                                                                  | Melbourne               | Melbourne        |
| 父 Spendthrift 1876 栗毛 アメリカ                                                                                | 父の父Australian 1858 栗毛 イギリス                                                                              | West Australian                                                                                                  | Mowerina                |                  |
| 父 Spendthrift 1876 栗毛 アメリカ                                                                                | 父の父Australian 1858 栗毛 イギリス                                                                              | Emilia | Young Emilius           | Young Emilius    |
| 父 Spendthrift 1876 栗毛 アメリカ                                                                                | 父の父Australian 1858 栗毛 イギリス                                                                              | Emilia | Persian                 |                  |
| 父 Spendthrift 1876 栗毛 アメリカ                                                                                | 父の母Aerolite 1861 栗毛 アメリカ                                                                                | Lexington | Boston                  | Boston           |
| 父 Spendthrift 1876 栗毛 アメリカ                                                                                | 父の母Aerolite 1861 栗毛 アメリカ                                                                                | Lexington | Alice Carneal           |                  |
| 父 Spendthrift 1876 栗毛 アメリカ                                                                                | 父の母Aerolite 1861 栗毛 アメリカ                                                                                | Florine | Glencoe                 | Glencoe          |
| 父 Spendthrift 1876 栗毛 アメリカ                                                                                | 父の母Aerolite 1861 栗毛 アメリカ                                                                                | Florine | Melody                  |                  |
| 母 Cinderella 1885 鹿毛 イギリス                                                                                 | 母の父Tomahawk 1863 青鹿毛 イギリス                                                                              | King Tom | Harkaway                | Harkaway         |
| 母 Cinderella 1885 鹿毛 イギリス                                                                                 | 母の父Tomahawk 1863 青鹿毛 イギリス                                                                              | King Tom | Pocahontas              |                  |
| 母 Cinderella 1885 鹿毛 イギリス                                                                                 | 母の父Tomahawk 1863 青鹿毛 イギリス                                                                              | Mincemeat | Sweetmeat               | Sweetmeat        |
| 母 Cinderella 1885 鹿毛 イギリス                                                                                 | 母の父Tomahawk 1863 青鹿毛 イギリス                                                                              | Mincemeat | Hybla                   |                  |
| 母 Cinderella 1885 鹿毛 イギリス                                                                                 | 母の母Manna 1874 鹿毛 イギリス                                                                                   | Brown Bread | Weatherbit              | Weatherbit       |
| 母 Cinderella 1885 鹿毛 イギリス                                                                                 | 母の母Manna 1874 鹿毛 イギリス                                                                                   | Brown Bread | Brown Agnes             |                  |
| 母 Cinderella 1885 鹿毛 イギリス                                                                                 | 母の母Manna 1874 鹿毛 イギリス                                                                                   | Tartlet | Birdcatcher             | Birdcatcher      |
| 母 Cinderella 1885 鹿毛 イギリス                                                                                 | 母の母Manna 1874 鹿毛 イギリス                                                                                   | Tartlet | Don John Mare F-No.21-a |                  |